# Wincenty Kacprzak
Wincenty Kacprzak (ur. 15 czerwca 1891 w Potażnikach, zm. 7 lipca 1947 w Grąblinie) – polski rolnik, poseł na Sejm II kadencji w II RP.
Syn rolnika Marcina Kacprzaka i Antoniny z d. Łykowskiej; zdobył wykształcenie podstawowe. W 1912 odbył służbę wojskową w carskiej armii, przez większość życia prowadził gospodarstwo rolne w Grąblinie. W dwudziestoleciu międzywojennym działacz społeczny, m.in. członek Sejmiku Powiatowego w Koninie; założył kółko rolnicze, był też członkiem OSP. W 1928 wybrany w okręgu wyborczym nr 15 (Konin) na posła II kadencji Sejmu z listy PSL „Wyzwolenie”.
W czasie II wojny światowej pracował jako najemny robotnik.
Dwukrotnie żonaty (po raz drugi w 1930); z obu małżeństw pozostawił potomstwo. Pochowany na cmentarzu w Licheniu Starym.